# Kandela na kvadratni meter
Kandela na kvadratni meter (oznaka cd/m2) je SI enota za merjenje svetlosti. Kot ime izpeljane enote, ki sicer ni v sistemu SI, se namesto kandele na kvadratni meter uporablja tudi izraz nit.
Večina ekranov z zasloni, ki uporabljajo tekoče kristale (LCD zasloni) ima svetlost od 200 do 300 cd/ m2. Da pa lahko vidimo na poljubnem zaslonu pri direktni sončevi svetlobi, je potrebna svetlost zaslona vsaj okoli 800cd/ m2.